# Controinteressato
Per controinteressato si intende quel soggetto individuato o facilmente individuabile (c.d. elemento formale) che manifesti un interesse alla conservazione di un atto amministrativo, la cui validità è contestata da uno o più ricorrenti.
Il suo interesse è di natura eguale e contraria a quello del ricorrente (c.d. elemento sostanziale): vale a dire che non è qualificabile come persona controinteressata colei la quale è riguardata dall’atto solo in maniera indiretta e non tale da poter determinare un ipotetico pregiudizio.

## Caratteristiche
La figura del controinteressato è da sempre oggetto di tutela giuridica oltre che di dibattito: le recenti innovazioni legislative tendono infatti a riconoscere tale posizione come cruciale per evitare lesioni al principio di eguaglianza e al principio di buon andamento della pubblica amministrazione, i quali suggeriscono di compiere scelte opportune per evitare di ledere “inconsapevoli” consociati.
Esempi di tutela dei controinteressati sono rappresentati da:
- Art. 11 comma 1 bis legge 241/1990, così come modificato dalla legge 273/1995, in cui si afferma a proposito degli accordi integrativi e sostitutivi del provvedimento che il responsabile del procedimento può predisporre un calendario di incontri in cui invita, separatamente o contestualmente, il destinatario del provvedimento ed eventuali controinteressati;
- Art. 22 lettera c legge 241/1990, così come modificato dalla legge 15/2005, nella quale si afferma a proposito di accesso ai documenti amministrativi: per controinteressati (si intendono) tutti i soggetti, individuati o facilmente individuabili in base alla natura del documento richiesto, che dall’esercizio dell’accesso vedrebbero compromesso il loro diritto alla riservatezza;
- Art. 27 d.lgs. 104/2010 (Codice del Processo Amministrativo), in cui si afferma che il contraddittorio si avvia a seguito di notificazione all’amministrazione resistente e, ove esistenti, ai controinteressati.